# Gerhard Stoltenberg
Gerhard Stoltenberg (ur. 29 września 1928 w Kilonii, zm. 23 listopada 2001 w Bonn) – niemiecki polityk, historyk i nauczyciel akademicki, działacz Unii Chrześcijańsko-Demokratycznej (CDU), poseł do Bundestagu, premier Szlezwika-Holsztynu (1971–1982), w rządzie federalnym minister badań naukowych (1965–1969), finansów (1982–1989) oraz obrony (1989–1992).

## Życiorys
Urodził się jako syn pastora i nauczycielki. W 1944 powołany do służby pomocniczej w Kriegsmarine. Po wojnie początkowo pracował w administracji miasta Bad Oldesloe. W 1947 wstąpił do Unii Chrześcijańsko-Demokratycznej, dwa lata później zdał maturę. Następnie do 1953 studiował historię, filozofię i nauki społeczne na Uniwersytecie Chrystiana Albrechta w Kilonii. Doktoryzował się w 1954, a habilitował w 1960. Pracował jako nauczyciel akademicki na macierzystej uczelni, w 1965 i od 1969 do 1970 był dyrektorem przedsiębiorstwa Friedrich Krupp GmbH w Essen.
Był przewodniczącym chadeckiej młodzieżówki Junge Union w Szlezwiku-Holsztynie (1951–1959) i na szczeblu federalnym (1955–1961). Od 1957 do 1971 sprawował mandat posła do Bundestagu, od 1969 był wiceprzewodniczącym frakcji chadeckiej. Od października 1965 do października 1969 zajmował stanowisko ministra badań naukowych w rządach Ludwiga Erharda i Kurta Georga Kiesingera.
W 1971 został przewodniczącym krajowych struktur CDU (do 1989). W tym samym roku wybrany do landtagu, w parlamencie landu zasiadał do 1982. W kadencji 1977–1978 był przewodniczącym Bundesratu. W maju 1971 objął funkcję premiera Szlezwika-Holsztynu, którą wykonywał do października 1982. Zrezygnował z niej w związku z nominacją na ministra finansów w rządzie Helmuta Kohla. Urząd ten sprawował do kwietnia 1989. Następnie do marca 1992 zajmował stanowisko ministra obrony. Sprawował ten urząd w okresie zjednoczenia Niemiec, co wiązało się z koniecznością rozwiązania problemów reorganizacji armii i integracji zjednoczonego państwa w ramach NATO.
W międzyczasie w 1983 Gerhard Stoltenberg powrócił do Bundestagu, mandat wykonywał do 1998. Od 1993 był wiceprezesem Fundacji Konrada Adenauera.